# Municipio de Eda
Eda (en sueco: Eda kommun) es un municipio de la provincia de Värmland, en el suroeste de Suecia. Su sede se encuentra en la localidad de Charlottenberg. El municipio actual se formó en 1971 con la fusión del viejo Eda con Köla y Järnskog.

## Localidades
Hay cinco áreas urbanas (tätort) en el municipio:
| # | Tätort         | Población |
| - | -------------- | --------- |
| 1 | Charlottenberg | 2494      |
| 2 | Åmotfors       | 1377      |
| 3 | Edane          | 678       |
| 4 | Koppom         | 664       |
| 5 | Eda glasbruk   | 220       |